# شایاز
شایاز (انگلیسی: Shayaz) کوهی در رشته‌کوه هندوکش است. این قله در ناحیه خیبر پختونخوا و کشور پاکستان واقع شده و دارای ارتفاع ۶۰۲۶ متر از سطح دریا است.